# (35730) 1999 GM7
1999 GM7 (asteroide 35730) é um asteroide da cintura principal. Possui uma excentricidade de 0.16824370 e uma inclinação de 0.91275º.
Este asteroide foi descoberto no dia 7 de abril de 1999 por LONEOS em Anderson Mesa.